# Alberto Rizzoli
Alberto Rizzoli (Como, 18 febbraio 1945 – Pavia, 22 febbraio 2019) è stato un imprenditore e editore italiano.
Figlio secondogenito di Andrea Rizzoli e Lucia Solmi, fu amministratore delegato dell'omonima casa editrice, creata dal nonno Angelo, negli anni settanta il primo gruppo editoriale italiano.

## Biografia
Iniziò a diciannove anni la sua attività nella casa editrice Rizzoli. Dopo avere svolto compiti di crescente responsabilità, nel 1974 ne divenne amministratore delegato; nello stesso periodo fu anche presidente della cartiera di Marzabotto.
Nel 1979 abbandonò la società, in disaccordo con la gestione espansiva del fratello Angelo e di Bruno Tassan Din. Nel 1980 fondò la casa editrice Quadratum, che rilanciò riviste come La Cucina Italiana, Successo e Weekend.
Nel 1983, entrata in amministrazione controllata la RCS, venne arrestato e dopo 21 giorni rilasciato, infine fu prosciolto in istruttoria.

Lasciata l'attività editoriale, passò a gestire la sua azienda agricola alle porte di Milano.
Si è suicidato il 22 febbraio 2019 con un colpo di pistola mentre si trovava nella sua oasi naturale di Garzaia della Cascina Villarasca a Rognano. È stato trovato da un guardiacaccia e trasportato immediatamente all'ospedale di Pavia, dove è deceduto un'ora dopo.. È stato tumulato nella cappella di famiglia del Cimitero Monumentale di Milano.

## Legami familiari
Nel 1970, Alberto Rizzoli si era sposato con Stellina Fabbri, figlia unica di Giovanni Fabbri, uno dei tre fratelli proprietari della Fabbri Editore.
Dal matrimonio due figlie, Eleonora e Giovanna. La coppia ha divorziato nel 1976.
Alberto era cugino di Nicola Carraro ed aveva una sorella, Annina. Nel 1987 un'altra sorella, Isabella, figlia di Andrea e Ljuba, seconda moglie di Andrea, morì suicida a Montecarlo.